# Petit Remilly
Petit Remilly is een buurtschap in de gemeente Remilly-Aillicourt in het Franse departement Ardennes.